# 아이돌마스터 SideM 그로잉 스타즈
《아이돌마스터 SideM 그로잉 스타즈》(THE IDOLM@STER SideM GROWING STARS)는 반다이 남코 게임스가 2021년 10월 6일에 서비스를 시작한 Android 및 iOS용 리듬 게임이다.
2023년 7월 31일을 기해 서비스를 종료되었다.

## 등장 캐릭터
본작의 등장 캐릭터는 'C.FIRST'를 제외한 SideM의 등장 캐릭터와 같다. 아래 문서를 참고.

### C.FIRST (클래스 퍼스트)
고등학교 학생회의 멤버로 구성된 유닛. 본작에 등장한 유닛이자, 315 프로덕션의 열여섯번째 유닛. 유닛 멤버 전원이 전 학생회장이다.
아마미네 슈 (天峰 秀)
소리 - 이토 유리
생일- 12월 1일/연령- 16세/별자리-궁수자리/혈액형- B형/쓰는 손- ?/출신지-도쿄/신장- 170 cm /체중- 55 kg /신발 사이즈- ? /취미-음악, 애니메이션, 정보수록/특기-오른손과 왼손으로 동시에 다른 게임을 할 수 있다./속성-인텔리
전 학생회장. 무슨 일이든 쿨하게 해결하는 고등학생 1학년인 학생회장. 공부나 스포츠는 물론 잘하고 예술적 센스도 있는 만능 캐릭터.
하나조노 모모히토 (花園 百々人)
소리 - 미야자키 마사야
생일- 6월 30일/연령- 17세/별자리-게자리/혈액형- A형/쓰는 손- ?/출신지-도쿄/신장- 177 cm /체중- 58 kg /신발 사이즈- ? /취미-없음/특기-사람에게 사랑받는 것❤/속성-멘탈
전 학생회장. 유화하고 붙임성이 좋고 항상 웃고 있는 인기인 타입. 하지만 의외로 자신에 대해서는 잘 이야기하고 싶어하지 않음. 프로듀서에게 강한 호감을 가지고 있음.
마유미 에이신 (眉見 鋭心)
소리 - 오오츠카 타케오
생일- 1월 4일/연령- 18세/별자리-염소자리/혈액형- O형/쓰는 손- ?/출신지-도쿄/신장- 180 cm /체중- 65 kg /신발 사이즈- ? /취미-영화 감상/특기-수상 오토바이의 조종/속성-피지컬
전 학생회장. 문무양도, 냉정하지만 용감한 성격으로, 전 학생의 동경의 대상인 학생회장. 약간 타인과 거리를 두려는 경향이 있으며 필요 이상 친해지는 것을 좋아하지 않는 타입.